# Nombre de Smith
En mathématiques récréatives, un nombre de Smith est un nombre composé dont la somme des chiffres, dans une base donnée (la base dix si ce n'est pas précisé), est égale à la somme des chiffres de sa décomposition en produit de facteurs premiers (les nombres premiers ne sont pas examinés, puisque tous satisfont trivialement à cette condition).
Par exemple, 202 est un nombre de Smith, puisque 2 + 0 + 2 = 4, et sa décomposition est 2 × 101, et 2 + 1 + 0 + 1 = 4.
Dans le cas des nombres qui ne sont pas sans carré, la décomposition est écrite sans exposants, en écrivant le facteur premier répété autant de fois que nécessaire. 

## Exemples et particularités
En base 10, la suite croissante des nombres de Smith (suite A006753 de l'OEIS) commence ainsi :
4, 22, 27, 58, 85, 94, 121, 166, 202, 265, 274, 319, 346, 355, 378, 382, 391, 438, 454, 483, 517, 526, 535, 562, 576, 588, 627, 634, 636, 645, 648, 654, 663, 666, 690, 706, 728, 729…
W. L. McDaniel a démontré en 1987 qu'elle est infinie.
Le nombre de nombres de Smith inférieurs à 10n, pour n = 1, 2, … est
1, 6, 49, 376, 3294, 29928, 278411, 2632758, 25154060, 241882509, … (suite A104170 de l'OEIS).
Il existe une infinité de nombres de Smith palindromes[réf. souhaitée]. Par exemple, au début de la suite croissante des nombres de Smith : 22, 121, 202, 454, 535, 636, 666…
Les nombres de Smith consécutifs (par exemple, 728 et 729, 2964 et 2965) sont appelés des frères Smith. On ignore combien de frères Smith existent.
Les nombres de Smith furent nommés par Albert Wilansky de l'université Lehigh en l'honneur de son beau-frère Harold Smith, dont le numéro de téléphone (4937775) avait cette propriété.